# Stengårdsvej
Stengårdsvej er et kvarter i Jerne i det østlige Esbjerg. Vejen er præget af boligblokkene på vestsiden af vejen, hvor indbyggersammensætningen gør, at området er på listen over særligt udsatte almene boligområder som et såkaldt "omdannelsesområde", da det har figureret på listen i mere end 5 år. Esbjerg Kommune har en helhedsplan for området, som siden 2008 har været koordineret i "Bydelsprojekt 3i1". Helhedsplanen inkluderer også arbejde i andre boligområder som ligger i Kvaglund og Østerbyen. Bydelsprojekt 3i1 har et samarbejde mellem Boligforeningerne Ungdomsbo, B’32, Fremad og EAB, Esbjerg Kommune og Landsbyggefonden
Boligerne i kvarteret er fortrinsvis opført i 1967-1971. Bygningerne i kvarteret indeholder tilsammen 579 almene boliger. Af de 5 kriterier for at komme på listen, opfylder Stengårdsvej (til 2020-listen) følgende tre krav: Der er over 50 % indvandrere og efterkommere fra ikke-vestlige lande (76,0 %), der er mindst 2,27 % dømte for overtrædelse af loven (2,27 %) og der er mere end 60 % af beboerne i alderen 30-59 år, der alene har en grunduddannelse (79,0 %). Desuden klarer området kun lige frisag på kriteriet vedrørende beboere uden for arbejdsmarkedet eller uddannelse, hvor kravet er på over 40,0 % og Stengårdsvej præcist har 40,0 %.
Udviklingsplanerne for området inkluderer blandt andet nedrivning af eksisterende boliger samt ommærkning til ungdomsboliger og ældreboliger. Herudover skal der også nyopføres en række boliger. Udover disse udviklingsplaner, er der også udviklingen af Det Internationale Kvarter som indebærer et ønske om et positivt image, der afspejler sig i områdets arkitektur, fællesskaber og bæredygtige løsninger. Det Internationale Kvarter tager udgangspunkt i Stengårdsvejs status som et omdannelsesområde og et ønske om at etablere bedre forbindelser til Jerne, Esbjerg centrum og langs Den Grønne Ring. Målet er at skabe et mangfoldigt kvarter med blandede boformer, nyskabende arkitektur og stærke fællesskaber, der bygger videre på områdets etniske og kulturelle diversitet, samt nærheden til natur, uddannelse og byliv. Projektet, der løber fra 2021 til 2030, ledes af Esbjerg Kommune og Boligforeningen Ungdomsbo i samarbejde med lokale aktører. Det Internationale Kvarter sigter mod at udbrede positive fortællinger omkring området, og som kunne bidrage til tiltrækningen af flere beboere. Da Stengårdsvej står på listen over omdannelsesområder, kan udviklingen i Det Internationale Kvarter havde mulighed for at modvirke de fordomme og stigmatiseringer, som området kan muligvis opleve. Gennem en positiv udvikling kan man bidrage til at ændre opfattelsen af området og dermed skabe et mere åbent og inkluderende samfund, hvor området anerkendes.
På Stengårdsvej er der en nærpolitistation, der som følge af den politiske aftale for politiet i 2021 til 2023 blev udvidet til at indeholde 7 betjente. Disse skal fra det tværfaglige center Krydset på Stengårdsvej særligt holde styr på bandegrupperingerne i området.